# Никольское (Зарайский район)
Никольское — деревня в Зарайском районе Московской области, в составе муниципального образования сельское поселение Струпненское (до 29 ноября 2006 года входила в состав Журавенского сельского округа), деревня связана автобусным сообщением с райцентром и соседними населёнными пунктами.

## Население
| 2002 | 2006 | 2010 |
| ---- | ---- | ---- |
| 8    | ↘3   | ↘2   |

## География
Никольское расположено в 15 км на запад от Зарайска, у впадения малой реки Сушка в реку Малая Песочная (правый приток Большой Смедовы), высота центра деревни над уровнем моря — 169 м.

## История
Никольское впервые упоминается в 1676 году. До 27 апреля 1923 входила в состав Каширского уезда Тульской губернии.
В 1790 году в сельце (совместно с сельцом Сухотинки) числилось 20 дворов и 158 жителей, в 1858 году — 22 двора и 128 жителей, в 1906 году — 21 двор и 164 жителя.
В 1930 году был образован колхоз им. Ворошилова, с 1950 года — в составе колхоза «Дружба», с 1961 года — в составе совхоза «Красная Звезда».